# Takayus quadrimaculatus
Takayus quadrimaculatus is een spinnensoort in de taxonomische indeling van de kogelspinnen (Theridiidae).
Het dier behoort tot het geslacht Takayus. De wetenschappelijke naam van de soort werd voor het eerst geldig gepubliceerd in 1991 door Da-xiang Song & Joo-Pil Kim.